# Coleanthinae
Coleanthinae, subtribus trava, dio tribusa Poeae podijeljen na nekoliko rodova.

## Rodovi
1. Catabrosa P. Beauv. (6 spp.)
2. xCatanellia L.J.Gillespie & Soreng (0 sp.)
3. Hyalopodium Röser & Tkach (2 spp.)
4. Catabrosella (Tzvelev) Tzvelev (7 spp.)
5. Hyalopoa (Tzvelev) Tzvelev (6 spp.)
6. Paracolpodium (Tzvelev) Tzvelev (5 spp.)
7. Coleanthus Seidel (1 sp.)
8. Phippsia (Trin.) R.Br. (3 spp.)
9. xPucciphippsia Tzvelev (0 sp.)
10. Puccinellia Parl. (117 spp.)
11. Sclerochloa P.Beauv. (3 spp.)
12. Colpodium Trin. (8 spp.)